# Cartoonlandia Boys&Girls Story
Cartoonlandia Boys&Girls Story è una raccolta di sigle di cartoni animati in onda sulle reti Mediaset e altre canzoni per bambini pubblicata il 24 novembre 2006. Si tratta di una sorta di antologia dei brani apparsi l'anno prima sulle compilation Cartoonlandia Boys e Cartoonlandia Girls.

## Tracce

### CD1 - Gli anni ottanta
1. Bambino Pinocchio (testo: Luciano Beretta – musica: Augusto Martelli)
2. Canzone dei Puffi (testo: Alessandra Valeri Manera[1], Victor Szell[2] – musica: Dan Lacksman)
3. Mon Ciccì (testo: Roberto Garbarino – musica: Marino Marini)
4. I ragazzi della Senna (Il Tulipano Nero) (testo: Alessandra Valeri Manera – musica: Augusto Martelli)
5. La regina dei mille anni (testo: Alessandra Valeri Manera – musica: Augusto Martelli)
6. Là sui monti con Annette (testo: Alessandra Valeri Manera – musica: Giordano Bruno Martelli)
7. Arrivano gli Snorky (testo: Alessandra Valeri Manera[1], J.F.F. Ferry Wienneke[2] – musica: Jay Ferne)
8. Memole dolce Memole (testo: Alessandra Valeri Manera – musica: Giordano Bruno Martelli)
9. Love me Licia (testo: Alessandra Valeri Manera – musica: Giordano Bruno Martelli)
10. Mila e Shiro due cuori nella pallavolo (testo: Alessandra Valeri Manera – musica: Carmelo Carucci)
11. Piccola bianca Sibert (testo: Alessandra Valeri Manera – musica: Carmelo Carucci)
12. Sandy dai mille colori (testo: Alessandra Valeri Manera – musica: Giordano Bruno Martelli)
13. Puffa di qua, puffa di là (testo: Alessandra Valeri Manera – musica: Giordano Bruno Martelli)
14. Dolce Candy (testo: Alessandra Valeri Manera – musica: Carmelo Carucci)
15. Ti voglio bene Denver (testo: Alessandra Valeri Manera – musica: Carmelo Carucci)
16. Una spada per Lady Oscar (testo: Alessandra Valeri Manera – musica: Carmelo Carucci)

### CD2  - Gli anni novanta
1. Scuola di Polizia (testo: Alessandra Valeri Manera – musica: Carmelo Carucci)
2. Una sirenetta innamorata (testo: Alessandra Valeri Manera – musica: Carmelo Carucci)
3. Tazmania (testo: Alessandra Valeri Manera – musica: Carmelo Carucci)
4. Zorro (testo: Alessandra Valeri Manera – musica: Carmelo Carucci)
5. Belle e Sebastien (testo: Alessandra Valeri Manera – musica: Carmelo Carucci)
6. Calimero (testo: Alessandra Valeri Manera – musica: Franco Fasano)
7. Petali di stelle per Sailor Moon (testo: Alessandra Valeri Manera – musica: Piero Cassano)
8. Beethoven (testo: Alessandra Valeri Manera – musica: Franco Fasano)
9. Il Natale è (The First Noel) (testo: Alessandra Valeri Manera – musica: Franco Fasano, Marco Mojana)
10. Superman (testo: Alessandra Valeri Manera – musica: Max Longhi, Giorgio Vanni)
11. Dragon Ball (testo: Alessandra Valeri Manera – musica: Max Longhi, Giorgio Vanni)
12. Diabolik (testo: Alessandra Valeri Manera – musica: Max Longhi, Giorgio Vanni)
13. Pokémon (testo: Alessandra Valeri Manera – musica: Max Longhi, Giorgio Vanni)
14. What's my destiny Dragon Ball (testo: Alessandra Valeri Manera – musica: Max Longhi, Giorgio Vanni)

### CD3  - Gli anni duemila...
1. Spider-Man (testo: Alessandra Valeri Manera – musica: Max Longhi, Giorgio Vanni)
2. Batman of the Future (testo: Alessandra Valeri Manera – musica: Max Longhi, Giorgio Vanni)
3. Angela Anaconda (testo: Alessandra Valeri Manera – musica: Max Longhi, Giorgio Vanni)
4. Yu-Gi-Oh! (testo: Alessandra Valeri Manera – musica: Max Longhi, Giorgio Vanni)
5. Power Stone (testo: Fabrizio Berlincioni – musica: Sergio Dall'Ora, Sergio Lorandi, Fabio Venturini)
6. Shaman King (testo: Marco Masini, Giuseppe Dati – musica: Goffredo Orlandi)
7. WITCH (testo: Graziella Caliandro – musica: Max Longhi, Giorgio Vanni)
8. B-Daman (testo: Antonietta Ruggiero – musica: Massimo Senzioni)
9. Bratz forever (testo: Graziella Caliandro – musica: Danilo Bernardi, Giuseppe Zanca)
10. Hunter x Hunter (testo: Graziella Caliandro, Fabio Gargiulo – musica: Max Longhi, Giorgio Vanni)
11. Io credo in me (testo: Giuseppe Dati – musica: Cristiano Macrì)
12. Keroro (testo: Graziella Caliandro – musica: Max Longhi, Giorgio Vanni)
13. Siamo le Trollz (testo: Graziella Caliandro – musica: Luca Orioli)
14. Totally Spies (testo: Graziella Caliandro, Lorenzo Imerico – musica: Massimo Senzioni)
15. Yu-Gi-Oh! GX (testo: Alessandra Valeri Manera – musica: Max Longhi, Giorgio Vanni)